# Saison 1951 de la NFL
Navigation
Édition précédente Édition suivante
La saison 1951 de la NFL est la 32e saison de la National Football League. Elle voit le sacre des Rams de Los Angeles.

## Classement général
| Conférence Américaine  |      |      |      |        |          |            |
| Franchise              | Vic. | Déf. | Nuls | % vic. | Pts pour | Pts contre |
| Browns de Cleveland    | 11   | 1    | 0    | .917   | 331      | 152        |
| Giants de New York     | 9    | 2    | 1    | .818   | 254      | 161        |
| Redskins de Washington | 5    | 7    | 0    | .417   | 183      | 296        |
| Steelers de Pittsburgh | 4    | 7    | 1    | .364   | 183      | 235        |
| Eagles de Philadelphie | 4    | 8    | 0    | .333   | 234      | 264        |
| Cardinals de Chicago   | 3    | 9    | 0    | .250   | 210      | 287        |

| Conférence Nationale   |      |      |      |        |          |            |
| Franchise              | Vic. | Déf. | Nuls | % vic. | Pts pour | Pts contre |
| Rams de Los Angeles    | 8    | 4    | 0    | .667   | 392      | 261        |
| Lions de Détroit       | 7    | 4    | 1    | .636   | 336      | 259        |
| 49ers de San Francisco | 7    | 4    | 1    | .636   | 255      | 205        |
| Bears de Chicago       | 7    | 5    | 0    | .583   | 286      | 282        |
| Packers de Green Bay   | 3    | 9    | 0    | .250   | 254      | 375        |
| Yanks de New York      | 1    | 9    | 2    | .100   | 241      | 382        |

## Finale NFL
- 23 décembre 1951, à Los Angeles devant 57 522 spectateurs, Rams de Los Angeles 24 - Browns de Cleveland 17